# Solidarność Anti-Apartheid
Solidarność Anti-Apartheid – składanka prezentująca fragmenty występów wykonawców polskich i zagranicznych, którzy wzięli udział w koncercie "Solidarność Anty Apartheid" w Hali Stoczni Gdańskiej 13 grudnia 1989 (pomysłodawcami byli Andrzej Graczyk i Włodzimierz Kleszcz). Materiał został wydany na kasecie magnetofonowej w 1990 przez wytwórnię Polton.

## Lista wykonawców i utworów
1. Bambata's Children of Nathal – "Nelson Mandela" (Bambaata's Children)
2. Aswad's Brinsley Forde – "Intro"
3. Benjamin Zaphaniah – "The Gun" (Winston E. Springer)
4. Young Power with Martin Toe – "We've Coming Long Way/Not Last" (Krzysztof Popek, Martin Toe)
5. Aswad's Brinsley Forde – "Intro"
6. Rocka's Delight – "Solidarity" (Andrew Grey Shereni, Michał Erszkowski)
7. Linton Kwesi Johnson and Dennis Bovell Dub Band – "Want Fi Goh Rave" (Linton Kwesi Johnson)
8. Bob Andy and Friends – "Freely" (Bob Andy)
9. Twinkle Brothers – "What Are We Doing" (Norman Grant)

## Realizacja
- Michał Erszkowski – projekt graficzny
- Włodzimierz Kleszcz – redakcja
- Andy Gierus – mix i dub mix
- Derek Fevrier – mix i dub mix
- Jerzy Kleszcz – mix i dub mix
- Wojciech Przybylski – mix i dub mix